# Christian Merret-Palmair
Pour les articles homonymes, voir Merret.
Christian Merret-Palmair, né à Thionville (Moselle)[Quand ?], est un réalisateur et scénariste français.

## Filmographie

### Cinéma

#### Longs métrages
- 2001 : Les Portes de la gloire
- 2011 : À la maison pour Noël (téléfilm)
- 2012 : Il était une fois, une fois

#### Courts métrages
- 1992 : Rossignol de mes amours (court-métrage)
- 1995 : Bons baisers de Suzanne (court-métrage)

### Télévision
- 1997 : Les Carnets de Monsieur Manatane (mini-série)
- 2006 : T'as pas une minute ? (50 épisodes)
- 2008 : Les Bougon (série télévisée, épisodes 8 et 9)
- 2008 / 2009 / 2011 : Vous les Femmes (mini-série, 3 saisons)
- 2009 : Les Pères Noël du monde (documentaire)
- 2010 : Big Jim (téléfilm)
- 2011 : À la maison pour Noël (téléfilm)
- 2014 / 2015 : Hôtel de la plage (saisons 1 et 2)